# Rafael Addiego Bruno
Rafael José Addiego Bruno (Salto, 23 febbraio 1923 – Montevideo, 20 febbraio 2014) è stato un avvocato e politico uruguaiano.
Presidente della Suprema Corte de Justicia de Uruguay è stato Presidente dell'Uruguay ad interim dal 12 febbraio al 1º marzo 1985.
| Controllo di autorità | VIAF (EN) 1962153472512245360009 · GND (DE) 1164826611 |